# Acacia bahiensis
Acacia bahiensis är en ärtväxtart som beskrevs av George Bentham. Acacia bahiensis ingår i släktet akacior, och familjen ärtväxter. Inga underarter finns listade i Catalogue of Life.